# 李居正
李居正，渤海国官员，李氏。
渤海宣王大仁秀在位时，李居正入唐朝京师长安学习古今制度。大彝震咸和三年（唐文宗大和七年、833年），业成，随朝唐使高宝英回国入仕。唐懿宗咸通元年（日本貞觀二年、860年）冬，大虔晃派他出使日本，并为文德天皇吊丧。李居正任大使，同行百余人。咸通二年（貞觀三年、861年）正月，至岛根登陆。因聘期未满，没有获允进入平安京。此行曾传《梵本东胜咒》至日本，藏于山城东胜寺。